# CRYPTREC
CRYPTREC (Cryptography Research and Evaluation Committee) wurde von der japanischen Regierung gegründet, um kryptographische Techniken für öffentliche oder industrielle Verwendung zu beurteilen und zu empfehlen. Es ist in vielen Bereichen mit dem NESSIE-Projekt der EU und dem Prozess zum Finden eines Advanced Encryption Standard des NIST der USA vergleichbar.

## Vergleich mit NESSIE
Die empfohlenen Algorithmen in der Auswahl von NESSIE und dem Entwurf der Vorschläge von CRYPTREC überschneiden sich in Teilen und widersprechen sich in anderen. Beide Projekte beschäftigen einige der besten Krypto-Experten und tatsächliche (oder scheinbare) Konflikte in den Auswahlen sollten sehr gründlich untersucht werden. So empfiehlt CRYPTREC beispielsweise einige 64-Bit Blockverschlüsselungen und NESSIE keinen, aber CRYPTREC hatte im Gegensatz zu NESSIE auch den Auftrag, bestehende Standards und Praktiken zu berücksichtigen.
Ähnliche Unterschiede im Aufgabenbereich begründen, dass CRYPTREC mit RC4 zumindest einen stream cipher empfiehlt (und NESSIE bemerkenswerterweise keinen der im Rahmen des Projekts untersuchten). RC4 wird häufig im SSL/TLS-Protokoll verwendet; trotzdem empfiehlt CRYPTREC seine Verwendung lediglich mit 128-Bit-Schlüsseln.
Gleiches gilt auch für CRYPTRECs Aufnahme von 160-Bit kryptographischen Hash-Funktionen, trotz der Empfehlung, diese in neuen Systemen zu vermeiden. CRYPTREC war außergewöhnlich vorsichtig, Varianten und Modifikationen der Techniken zu untersuchen, was teilweise in detaillierten Empfehlungen mündete.

## Hintergrund und Sponsoren
CRYPTREC hat Mitarbeiter aus japanischen Universitäten, der Industrie und der Regierung. Ab Mai 2000 wurden mehrere Agenturen, die Methoden und Techniken für die Implementierung einer „E-Regierung“ untersuchten, zusammengefasst. Es wird gesponsert vom
- Ministerium für Wirtschaft, Handel und Industrie
- Ministerium für öffentliches Management, Heimatsangelegenheiten und Post und Telekommunikation
- der Informations-Technologie-Förderungs-Agentur

## Empfohlene Techniken
Im Juni 2000 und August 2001 rief das Komitee zum Einreichen von Techniken auf und erhielt 63 Vorschläge. Zusätzlich wurden anderswo empfohlene und/oder als (für Japan) wichtig eingestufte Techniken aufgenommen.
Nach 2001, 2002 und 2003 erschienenen Fortschrittsberichten wurde im August 2003 ein Vorschlags-Entwurf veröffentlicht.